# 維管束植物レッドリスト (環境省)
維管束植物レッドリスト（いかんそくしょくぶつレッドリスト）は、日本の環境省が公表した維管束植物のレッドリストであり、日本国内における維管束植物の絶滅危惧の評価である。日本国内の個体群に対しての評価であるので、世界的にみれば普通種に該当する場合がある。なお、環境省では、維管束植物を「植物I」、維管束植物以外（蘚苔類、藻類、地衣類、菌類）を「植物II」に分類して作成している。
維管束植物のレッドリストの作成に当たっては、他の分類群とは異なり、大規模な現地調査とその調査結果に基づく定量的なカテゴリー評価を行っている。特に定量的なカテゴリー評価の一手法である「絶滅確率の推定」は維管束植物の特色となっている。この定量的な絶滅確率の推定（絶滅リスク評価）は、1997年公表のレッドリストにおいて世界で初めて採用されたものである。

## 概要
環境省版の維管束植物レッドリストは、1997年（平成9年）8月28日に作成されたもの（1997年版RL）が初めてである。この1997年版レッドリストを基に、2000年（平成12年）7月に『改訂･日本の絶滅のおそれのある野生生物8 植物I（維管束植物）』が作成された（2000年版RDB）。さらに、2007年（平成19年）8月3日に最新のレッドリスト（2007年版RL）が公表された。
なお、1997年版RLから2000年版RDBの作成にかけて大幅に内容が変更されている。先行して種名やカテゴリーを発表するレッドリストと、時間をかけて詳細な情報を組み込むレッドデータブックでは、分類の変更や新たな生育場所の確認などの新知見により若干の変動があるが、維管束植物の場合はその程度が大きいため、2000年版RDBのリストについても掲載した（なお、2000年版RDB単体のリストは維管束植物レッドデータブック (環境省)を参照のこと）。
1997年版RLでは1,901種（亜種および変種を含む、以下同じ）、2000年版RDBでは1,887種、2007年版RLでは2,018種で、掲載種数は若干の増加傾向にある。ただしこれは、最新の研究の結果により分類が変更されたこと（それまでは別（亜・変）種と考えられていたものが、同（亜・変）種であると改められる等）や、評価単位が変更されたこと（種単位で評価していた分類群を亜種単位での評価に変える等）などによる部分があるので、掲載種数の増加が単純に絶滅危惧種の増加を示すとは言えないことに注意する必要がある。
維管束植物の評価対象種は約7,000種であるが、これには下記の要件がある。
- 種、亜種、変種を対象とし、品種は原則として除外する。

## 作成体制・方法

### 作成体制
維管束植物レッドリストの作成に当たっては、環境省が委嘱した「絶滅のおそれのある野生生物種の選定・評価検討会」（座長：阿部永北海道大学教授）にてレッドリスト（およびレッドデータブック）全体の見直し・作成の検討を行い、検討会に設置された「植物I分科会」（座長：岩槻邦男兵庫県立人と自然の博物館長）にて維管束植物に関する調査方法や評価方法・結果の検討を実施した。この検討体制は他の分類群と同様であるが、維管束植物においては1993年（平成5年）より、現地調査や情報収集・評価を、日本植物分類学会が環境省の事業委託を受けて実施している。日本植物分類学会では「絶滅危惧植物問題検討第一専門委員会」（委員長：矢原徹一九州大学教授）を設置して作業を行い、2000年版RDBでは約400人の、2007年版RLでは527名の調査員による調査が行われた。

### 調査方法
維管束植物レッドリストの現地調査の対象種は以下のとおりである。
1. 2000年版RDBにて絶滅危惧IA類に評価されたもの。
2. 下記の条件に当てはまる種で、絶滅のおそれのある野生生物種の選定・評価検討会植物I分科会で検討されたもの。
  1. 分布が特に限られているもの。
  2. 減少傾向が特に著しいもの。
  3. 現状が不明だが、調査により現状把握が可能と考えられるもの。
  4. 資料または現地調査に基づく株数再確認調査対象種。
  5. 2000年版RDBにて絶滅危惧IB類または絶滅危惧II類で評価されたもの。

維管束植物レッドリストの現地調査の方法は、2000年版RDBの調査方法と同様に定量的な情報を収集するために実施された。2000年版RDBの調査方法は、国土地理院発行の1/25,000地形図を基本に日本全国を4457メッシュに分割し、各調査対象種のメッシュ毎の「現存個体数」および「減少率」等を調査票に記録する方法である。調査は上記の調査員が実施し、各都道府県ごとに設置された主任調査員が各調査員の提出した調査結果を基に調査票を作成している。調査に当たっては既存データも使用している。なお、総メッシュ数は延べ10,226メッシュである。
現存個体数は開花個体数とし、下記の5段階に区分して記録した。
1. 10未満
2. 100未満
3. 1000未満
4. 1000以上
5. 不明

減少率は過去10年間を目安としており、下記の7段階に区分して記録した。
1. 1/100未満
2. 1/10未満
3. 1/2未満
4. 1未満
5. 現状維持または増加
6. 絶滅
7. 不明

2000年版RDBでは絶滅危惧II類以上のランクの種の調査結果を公表しており、生物多様性センターの生物多様性情報システム（J-IBIS）により確認することができる。例えばデンジソウでは、植物絶滅危惧種現地調査の集計結果のとおりである。また、記録されたメッシュについても公表されている。

### 評価方法
維管束植物レッドリストでは、定量的な数値基準に基づくカテゴリー評価を実施している。この数値基準はA～Eの5つの基準があり、その概要は以下のとおりである（なお、詳細はレッドリストカテゴリー（環境省、2007）を参照の事）。
1. A基準 - 減少率のみを使用する基準
2. B基準 - 生育地の面積または地点数に基づく基準
3. C基準 - 個体数と減少率の複合的な基準
4. D基準 - 個体数のみを使用する基準
5. E基準 - 絶滅確率の推定に基づく基準

これらの基準を併用あるいは組み合わせて最も上位に判定された基準を採用しカテゴリー評価を行った。ただし、下記の通りE基準において絶滅確率を過大評価していると判断されて場合はE基準を除去している。

#### 絶滅確率の推定
絶滅確率の推定は絶滅リスク評価とも呼ばれ、この理論的研究は1980年代に大きく発展しており、IUCN版レッドリストにおいてもMaceとLande（1991）により提案がなされている。しかしながら、絶滅確率の推定には、その種の個体数の変動や現存する個体数、齢構成、繁殖率などの情報が必要であり、それらの情報は野外に生育・生息する生物に対してはほとんど判明していない。そのためIUCN版レッドリストではほとんど採用されていない基準（E基準）であるが、環境省版の維管束植物レッドリストでは以下の手法に基づき、E基準を適用している。
維管束植物レッドリストでの絶滅確率の推定（E基準）では、将来の絶滅確率が何パーセントであるかにより判定する。
1. 絶滅危惧IA類 - 10年後（または3世代）の絶滅確率が50%以上
2. 絶滅危惧IB類 - 20年後（または5世代）の絶滅確率が20%以上
3. 絶滅危惧II類 - 100年後の絶滅確率が10%以上
4. 準絶滅危惧 - 100年後の絶滅確率が0.1%以上

具体的には、現地調査によって得られた個体数と減少率の段階（レベル）の数を基に、数値シミュレーションを1000回ずつを行い、10年後、20年後、100年に絶滅（個体数が1以下未満）が起きた回数を数え、その回数を1000で割った値を絶滅確率としている。
絶滅確率を推定する上で、個体数が10,000個体以上存在するメッシュがある場合、個体数が不明のメッシュがある場合、メッシュ数が少なく個体数が安定している場合などにおいては、過大評価されている可能性がある。この場合にはE基準の採用せずに他の基準を採用している。
このように維管束植物レッドリストにおける絶滅確率の推定には、多くの数学的・生物学的仮説が含まれており課題が残されているものの、主観に左右される定性的な評価よりも適切である。レッドリストおよびレッドデータブックの編集に携わった矢原徹一（2002）は絶滅確率の推定を「将来を正確に予測するよりもむしろ、仮定を明確にした上で、将来のリスクを評価している」、「このように一連の過程に基づく絶滅リスクの評価は、正確とは言い難い」としている。

## 維管束植物レッドリストの変遷
維管束植物の絶滅危惧（絶滅のおそれのある種）の数は、1,997年版RLでは1399種、2000年版RDBでは1,665種、2007年版RLでは1,690種で増加傾向にある。
ただし、1997年版RLから2000年版RDBでの絶滅危惧の数の増加（256種の増加）は、1997年版RL時の情報不足に評価された種を、2000年版RDBでは可能な限りカテゴリー評価を行った結果である（情報不足の数は1997版RLでは365種で、2000年版RDBでは52種である）。またそれ以外にも当時の最新の知見に基づきカテゴリーや分類群の変更が行われている。
維管束植物の実質的なリストの見直しは2007年版RLが初めてである。絶滅危惧の数は2000年版RDBから2007年版RLでは25種の増加でほぼ同数であるが、内訳をみると174種が準絶滅危惧や情報不足、ランク外とされ、211種が準絶滅危惧や情報不足、ランク外から絶滅危惧とされた。絶滅と判断されたリュウキュウヒメハギとオオユリワサビについては新たな個体群が確認された。また、アサザやサクラソウ、シバナ、サギソウなどは適切な保全対策により絶滅危惧から準絶滅危惧へカテゴリーが低下した。ヤクシマタニイヌワラビ、キレンゲショウマ等はシカの食害による影響が示唆された。
詳細な各種のカテゴリーの変遷については維管束植物レッドリストの変遷の表を参照のこと。

### 総計
| カテゴリー   | 1997年版RL | （2000年版RDB） | 2007年版RL | 備考                                                 |
| ------------ | ---------- | --------------- | ---------- | ---------------------------------------------------- |
| 絶滅         | 17         | 20              | 33         |                                                      |
| 野生絶滅     | 12         | 5               | 8          |                                                      |
| 絶滅危惧IA類 | 471        | 564             | 523        |                                                      |
| 絶滅危惧IB類 | 410        | 480             | 491        |                                                      |
| 絶滅危惧I類  | 881        | 1044            | 1014       | 絶滅危惧IA類と絶滅危惧IB類の合計                     |
| 絶滅危惧II類 | 518        | 621             | 676        |                                                      |
| 絶滅危惧     | 1399       | 1665            | 1690       | 絶滅のおそれのある種 絶滅危惧I類と絶滅危惧II類の合計 |
| 準絶滅危惧   | 108        | 145             | 255        |                                                      |
| 情報不足     | 365        | 52              | 32         |                                                      |
| 地域個体群   | -          | -               | -          |                                                      |
| 合計         | 1901       | 1887            | 2018       |                                                      |

※計数は、発表された当時の各レッドリストの掲載種の数であり、表内のカテゴリーの数と計数が一致しないことがある。これは、レッドリストの見直しに伴い評価単位である分類群（種や亜種、変種）を変更することがあり、本表ではそれらの変遷も追えるように作成されているためである。これらについては備考を参照のこと。

## 課題と意義
レッドリストの作成にも携わった芹沢俊介（2003）は、植物I（維管束植物）レッドリストの問題点として以下の点を挙げている。
1. 絶滅危惧IA類（CR）の数が564種（2000年版RDB）であるが、絶滅危惧IA類は10年後の絶滅確率が50%であるため、何も保護対策を取らなければ280種が絶滅する計算になり妥当性に疑問が残る[18]。また、絶滅危惧IA類：IB類：II類＝564：480：621でほぼ1：1：1であり、バランスが悪い点も指摘している。
2. 個体数と減少率に関する調査結果が主観的であり、過小評価されている。
3. 絶滅確率の計算手法が過大評価を導いている。

など。その一方で、主観的であったレッドリストの作成に、論理的一貫性をもたらした意義について評価している。
#絶滅確率の推定でも述べたように、維管束植物レッドリストにおけるカテゴリー評価は、いくつかの仮定に基づく正確性に疑問が残るものである。一方、この仮定に明確にした上で、すべての種について一定の基準を当てはめたことは評価できる。環境省の維管束植物レッドリストよりも前の1989年に作成された『我が国における保護上重要な植物種の現状』（1989年版RDB）では、895種の維管束植物が掲載されているが、その評価は定性的であり、ある程度研究者の主観に基づいている。ミゾコウジュとカワヂシャが1989年版RDBでは絶滅危惧（絶滅寸前）で掲載されているが、環境省版レッドリストでは絶滅確率の推定に基づき、絶滅危惧よりもランクが低い準絶滅危惧と判定された。逆に1989年版RDBでは掲載されていないキキョウについては絶滅危惧II類に評価されている。これらは定性的な評価を排除し、客観的な情報に基づいたカテゴリー評価の結果であり、レッドリスト・レッドデータブックの透明性・客観性を高めた一例である。